# Moralische Gesellschaft
Die Moralische Gesellschaft war eine 1764 in Zürich von Salomon Hirzel gegründete gemeinnützige aufklärerische Societät. Anders als die etwas ältere Helvetische Gesellschaft widmete sich die Moralische Gesellschaft weniger politischen und mehr praktisch-sozialen Zielen, insbesondere der Verbesserung der Bildung der Landbevölkerung. Die Moralische Gesellschaft entwickelte sich im Laufe der Jahre zur größten gemeinnützigen Gesellschaft in Zürich. Sie bestand bis 1862.

## Geschichte
Die erste Versammlung fand am 10. Oktober 1764 statt. Mitglieder waren neben Hirzel (damals Stadtschreiber von Zürich), Johann Rudolf Ulrich (ab  1769 Antistes von Zürich), Johann Kaspar Lavater, der Historiker Johann Heinrich Füssli, Felix Hess und dessen Bruder Heinrich Hess (1741–1770), Johann Martin Usteri (1738–1790) und der Pädagoge Leonhard Usteri. 1770 trat Johann Jakob Hess bei. Durch diese Angehörigen einer städtischen Elite war die Moralische Gesellschaft mit den anderen zeitgenössischen politisch-sozial ausgerichteten Schweizer Societäten vielfach verflochten.
Der ursprüngliche Plan geht auf den Berner Patrizier Niklaus Anton Kirchberger zurück und sah eine gesamteidgenössische Societé morale vor, zu der dann in den einzelnen Kantonen lokale Gesellschaften gegründet werden sollten. Beteiligt an diesem Plan von 1762 waren neben Lavater, Leonhard Usteri, Hirzel und Ulrich auch der Basler Ratsschreiber Isaak Iselin. Kirchberger legte den Plan auch dem von ihm verehrten Jean-Jacques Rousseau vor. Dieser ursprüngliche Plan wurde in der Folge stark modifiziert, praktischer und zielgerichteter, vor allem wurde das in Kirchbergers Plan prominente Element der Förderung guter Taten durch Preisverleihungen an tätige Philanthropen entfernt.

## Aktivitäten
Ziel war die Förderung und Ausführung guter und tugendhafter Taten sein, wobei diese Aktionen geheim bleiben sollten, einerseits, weil ein so im Verborgenen wirkender Philanthropismus der Eitelkeit als einem Handlungsmotiv den Boden entziehen würde, andererseits, weil das Wirken der Societäten zu jener Zeit von den Regierungen in Bern, Zürich und anderswo mit erheblichem Misstrauen verfolgt wurde.
Man tagte daher insgeheim «möglichst unauffällig in Privatwohnungen», später dann an einem festen Ort, da das «weniger Aufsehen als der ständige Wechsel» verursachte.
Man bemühte sich insbesondere, die Bildungsmisere auf dem Land zu verbessern, versuchte die Bevölkerung und vor allem die Jugend mit geeigneter Literatur zu versorgen, wozu die Publikation der Biblischen Erzählungen gehörte, und man erörterte Pläne für eine Bildungsreform.
Entsprechend den Statuten von 1770 lassen sich die Zielsetzungen wie folgt zusammenfassen:
Ausbreitung und Fortpflanzung des Guten.

a) Durch gemeinnützige Vorschläge. Beförderung moralischer u. religioser Grundsätze, oder heilsamer Wahrheiten.

b) Durch besondere wohlthätige Handlungen, welche den Verstand das Herz, die Gesundheit, die häusliche u. bürgerliche Wohlfahrt besonderer u. einzelner Menschen zum Gegenstand haben.

c) Durch Erzählung u. Belohnung guter u. löblicher Handlungen.
Zu den unter b) aufgeführten besonderen Wohltaten gehören:
a) Informationen.

b) Handwerks-Erlernungen

c) Versorgung armer Kinder

d) Geschenke.

e) Hülfe zu Etablissements.

f) Charités od Allmosen.

Zu den bemerkenswerteren Initiativen der Moralischen Gesellschaft gehörte die Zürcher Schulenquête von 1771/1772. Bei dieser sollte ursprünglich der «moralische Zustand» der Landbevölkerung erhoben werden. Vor dem Hintergrund der Diskussion um eine Reform der Landschulen und auf Wunsch der Landpfarrer wurde schließlich ein 81 Fragen über den Schulunterricht umfassender Erhebungsbogen entworfen und über das Antistitium an die Pfarrer aller Kirchgemeinden der Zürcher Landschaft versandt, von wo sie zurückgeschickt wurden und im Umfeld des Antistitiums und des Examinatorenkonvents für die Landschulreform von 1778 ausgewertet wurden.